# Bataille de Washington
Guerre de Sécession
Batailles
Opérations de Tidewater de Longstreet
- Deserted House
- Fort Anderson
- Washington
- Suffolk
  - Norfleet House
  - Hill's Point

La bataille de Washington s'est déroulée du 30 mars au 19 avril 1863, dans le comté de Beaufort, Caroline du Nord, lors des opérations de Tidewater du lieutenant général confédéré James Longstreet pendant la guerre de Sécession. Cette bataille est quelquefois appelée le siège de Little Washington.

## Contexte
Après l'apogée de la campagne de Burnside en Caroline du Nord, peu d'attention n'est accordé par l'armée confédérée à la Caroline du Nord. En décembre 1862, une expédition de l'Union lancée de New Berne détruit le pont ferroviaire à Goldsboro, en Caroline du Nord le long de la ligne vitale de Wilmington et Weldon (en). Cette expédition cause seulement des dégâts temporaires à la voie ferrée, mais oblige les autorités confédérés à porter plus d'attention à la situation le long de la côte de Virginie et de Caroline du Nord.
À la suite de la victoire confédérée de Fredericksburg, le général Robert E. Lee se sent suffisamment confiant pour envoyer une grande partie de son armée pour s'occuper des forces d'occupation de l'Union le long de la côte. L'ensemble de la force est placée sous les ordres du lieutenant général James Longstreet. Pendant que Longstreet mène personnellement les opérations contre Suffolk, le major général D. H. Hill commande une colonne qui se dirige contre les garnisons fédérales de New Berne et de Washington (Caroline du Nord).
Le major général John G. Foster, commandant le département de Caroline du Nord, est responsable de l'ensemble des défenses de l'Union le long de la côte de Caroline du Nord. Après l'échec de l'attaque de Hill contre New Berne, Foster arrive à Washington pour prendre personnellement le commandement de la garnison.

## Siège
Foster, ingénieur aguerri de l'armée issu de l'académie de West Point, met ses compétences dans l'amélioration des défenses de la ville et utilise trois canons navals pour les défenses. Au 30 mars 1863, la ville est entourée de fortifications, et la brigade du brigadier général Richard B. Garnett commence à investir Washington. Pendant ce temps, Hill met en place des batteries et obstrue la rivière Tar pour entraver les renforts. Il positionne aussi deux brigades au sud de Washington pour se garder de tout effort de secours en provenance des terres à partir de New Bern. Les confédérés envoient une requête à Foster le sommant de se rendre. Foster répond en disant « si les confédérés veulent Washington, qu'ils viennent le prendre. » Malgré ce défi, Foster manque de force pour déloger les assiégeants, et Hill a l'ordre d'éviter un assaut en raison du risque de subir de lourdes pertes. Ainsi, l'engagement devient un combat d'artillerie, et même les confédérés doivent limiter leur bombardement pour économiser leurs munitions. Sous peu, les deux camps en viennent à manquer de ravitaillement, et les conditions deviennent affreuses sous la pluie et dans la boue. Malgré le manque de progrès contre Washington, Hill a accompli un objectif vital sous la forme de missions de ravitaillement sur le terrain tant que les fédéraux sont immobilisés.

### Les efforts de secours
Une colonne de secours fédérale sous les ordres du brigadier général Henry Prince (en) navigue sur la rivière Tar. Quand Prince voit les batteries confédérées, il fait simplement demi-tour. Un second effort est tenté par le brigadier général Francis Barretto Spinola (en) par voie terrestre à partir de New Bern. Spinola est défait à Blount's Creek et retourne à New Bern. Foster décide qu'il doit s'échapper de Washington et mène personnellement l'effort de secours laissant à son chef d'état-major, le brigadier général Edward E. Potter (en), le commandement de Washington. Le 13 avril 1863, l'USS Escort brave les batteries confédérées et trace son chemin vers Washington. L'Escort livre du ravitaillement et des renforts sous la forme d'un régiment du Rhode Island. C'est à bord de ce navire que Foster s'échappe le 15 avril 1863. Le navire et sévèrement endommagé et le pilote est mortellement blessé, mais Foster réussit à sortir.

### La levée du siège
Au même moment où Foster réussit son évasion, Hill fait face à de multiples raisons qui finalement le poussent à se retirer : la fin de ses efforts de ravitaillement sur le terrain, le ravitaillement de l'Union qui a atteint la garnison fédérale, et finalement un message de Longstreet qui demandant des renforts pour un assaut sur Suffolk. Hill lève le siège le 15 avril 1863 et commence par retirer la brigade de Garnett qui se trouve en face des défenses de Washington.
Pendant ce temps, Foster revenu à New Bern organise l'effort de secours. Il ordonne au général Prince de marcher le long de la voie ferrée vers Kinston pour repousser les confédérés dans les alentours de Goldsboro, pendant que Foster mène personnellement une seconde colonne vers le nord à partir de New Bern vers Blount's Creek où le général Spinola avait fait précédemment demi-tour. Le 18 avril 1863, Foster donne l'ordre à Spinola de déloger les confédérés de leur barrage routier de Swift Creek qui garde l'accès direct de Washington à New Bern. Au même moment, le général Henry M. Naglee attaque l'arrière-garde confédérée près de Washington capturant plusieurs prisonniers et un drapeau de guerre régimentaire. Le 19 avril 1863, Foster retourne sur les défenses de Washington et le 20 avril 1863, les confédérés se sont complètement retirés de la région.

## Conséquences
À part des raids de Foster et de Potter, la Caroline du Nord reste relativement calme jusqu'en 1864 où Robert E. Lee est en mesure de dégager des troupes pour une autre opération contre les postes de contrôle fédéraux (en) le long de la côte.

## Sources
- Chaitin, Peter M., and the Editors of Time-Life Books, The Coastal War: Chesapeake Bay to Rio Grande, Time-Life Books, 1984
- National Park Service battle description
- CWSAC Report Update